# Schizodon fasciatus
Schizodon fasciatus is een straalvinnige vissensoort uit de familie van de kopstaanders (Anostomidae). De wetenschappelijke naam van de soort is voor het eerst geldig gepubliceerd in 1829 door Spix & Agassiz.
Het is een bentopelagische zoetwatervis. In de natuur is het een potamodrome trekvis die is scholen voorkomt. De wijfjes zijn wat groter dan de mannetjes. De vissen vormen paartjes en zette hun eieren af in dichtbegroeide plantengroei. De vis is een planteneter die plantenafval, bladeren en algen eet. Het is een comsumptievis die in poelen voorkomt. Het verspreidingsgebied omvat grote delen van Zuid-Amerika, het Amazone-gebied, de Orinoco, de Guiana's, zuidelijk tot de Pantenal.
In Suriname wordt de vis wel wanakoe of njamsifisi genoemd. Hij komt in het Brokopondostuwmeer voor.